# Valkyrie Profile: Covenant of the Plume
Valkyrie Profile: Covenant of the Plume (яп. ヴァルキリープロファイル 咎を背負う者 Варукири: Пурофаиру Тога о Сэо: Моно) — тактическая ролевая игра для портативного устройства Nintendo DS, разработанная студией tri-Ace и выпущенная в Японии в конце 2008 года компанией Square Enix. В 2009 году была издана на английском языке в Северной Америке и Европе. Является третьей игрой в серии Valkyrie Profile, однако отличается от первых двух частей жанром, уходя от ролевой игры с элементами платформера к тактической стратегии.

## Сюжет
Сеттинг, как и прежде, основан на скандинавской мифологии, но главным героем, в отличие от остальных игр, выступает не валькирия, а смертный юноша, отправившийся в путешествие, чтобы отомстить валькирии за смерть отца и сестры. В основе сюжета лежат политические интриги между двумя принцами, которые после смерти отца не могут поделить власть над королевством и на этой почве устраивают гражданскую войну. История нелинейна и может изменяться в зависимости от действий протагониста, приводя игрока к разным концовкам.

## Отзывы
| Сводный рейтинг    | Сводный рейтинг |
| Агрегатор          | Оценка          |
| ------------------ | --------------- |
| GameRankings       | 75,72 %         |
| Metacritic         | 74/100          |
| Иноязычные издания |                 |
| Издание            | Оценка          |
| 1UP.com            | B               |
| Famitsu            | 32/40           |
| GamePro            | 4/5             |
| GameSpot           | 6/10            |
| IGN                | 8,5/10          |
| Nintendo Power     | 90/100          |
| RPGFan             | 83 %            |
| Blast Magazine     | 8,3/10          |

После релиза игра удостоилась в основном положительных отзывов. За первую неделю было продано 80 тысяч копий, что позволило Covenant of the Plume занять в японских чартах второе место. Всего в 2008 году было реализовано 137 тысяч экземпляров игры, это 97-я позиция в сводной статистике по продажам игр в Японии за год. К 31 мая 2009 года мировые продажи насчитывали 230 тысяч копий. Авторитетный японский игровой журнал Famitsu дал игре 32 балла из 40. Оба агрегатора рецензий, и GameRankings, и Metacritic, оценили игру в 74 %.